# Юрченко, Аэлита Вячеславовна
Аэли́та Вячесла́вовна Ю́рченко (укр. Аеліта В'ячеславівна Юрченко; род. 1 января 1965, Магдагачи, Амурская область) — советская и украинская легкоатлетка, специалистка по бегу на короткие дистанции. Выступала за сборные СССР и Украины по лёгкой атлетике в 1987—1997 годах, обладательница серебряных медалей чемпионатов мира на открытом стадионе и в закрытых помещениях, многократная победительница первенств всесоюзного значения. Мастер спорта СССР международного класса. Тренер по лёгкой атлетике.

## Биография
Аэлита Юрченко (Гутник) родилась 1 января 1965 года в посёлке Магдагачи Амурской области, затем переехала в город Могилёв Белорусской ССР. Начала заниматься лёгкой атлетикой в 1980 году под руководством тренера Игоря Эммануиловича Акивисона.
С 1982 года постоянно проживала в Одессе, окончила Юридический факультет Одесского государственного университета им. И. И. Мечникова. Выступала за Вооружённые силы (Одесса).
Впервые заявила о себе на всесоюзном уровне в сезоне 1986 года, когда на IX летней Спартакиаде народов СССР в Ташкенте выиграла бронзовую медаль в индивидуальном беге на 400 метров и в составе команды Украинской ССР одержала победу в эстафете 4 × 400 метров.
В 1987 году на чемпионате СССР в Брянске вновь взяла бронзу в дисциплине 400 метров и выиграла эстафету. Попав в состав советской сборной, удостоилась права защищать честь страны на чемпионате мира в Риме — в программе эстафеты 4 × 400 метров вместе с соотечественницами Ольгой Назаровой, Марией Пинигиной и Ольгой Брызгиной завоевала серебряную награду, уступив в финале только команде Восточной Германии.
На чемпионате СССР 1988 года в Таллине снова стала бронзовой призёркой на дистанции 400 метров, в то время как в эстафете получила золото. Позднее на соревнованиях в Москве установила свой личный рекорд в беге на 400 метров на открытом стадионе — 49,47 (четвёртый результат мирового сезона).
В 1991 году выиграла 400 метров на зимнем чемпионате СССР в Волгограде, затем на чемпионате мира в помещении в Севилье финишировала четвёртой в личном зачёте 400 метров и стала серебряной призёркой в эстафете 4 × 400 метров. На чемпионате страны в рамках X летней Спартакиады народов СССР в Киеве добавила в послужной список ещё одну золотую награду, выигранную в эстафете. На чемпионате мира в Токио остановилась на стадии полуфиналов.
После распада Советского Союза Юрченко продолжила спортивную карьеру в составе украинской национальной сборной. Так, в 1993 году она представляла Украину на Кубке Европы в Риме, где в эстафете 4 × 400 метров стала второй, принимала участие в чемпионате мира в Штутгарте.
В 1994 году родила дочь Ксению и в связи с этим на некоторое время перестала участвовать в соревнованиях.
В 1997 году отметилась выступлением на чемпионате мира в помещении в Париже, показав в программе эстафеты 4 × 400 метров пятый результат.
Впоследствии работала тренером в Одесской областной специализированной детско-юношеской спортивной школе олимпийского резерва по легкой атлетике.